# Монастырь Преподобного Иова Почаевского (Мюнхен)
Монасты́рь преподо́бного И́ова Поча́евского (нем. Kloster des Heiligen Hiob von Potschajew) — мужской православный монастырь Берлинской и Германской епархии Русской православной церкви заграницей, расположенный в Оберменцинге, пригороде Мюнхена. При монастыре действуют епархиальное управление, свечной завод и типография.
Намечен переезд монастыря в выкупленный епархией замок Зайфридсберг в местечке Циметсхаузен.

## История
В 1944 году Красная Армия приблизилась к восточной Словакии. Настроенная антисоветски братия монастыря Преподобного Иова Почавского в Ладомировой во главе с архимандритом Серафимом (Ивановым) была вынуждена переехать сначала в Братиславу, а потом в Германию и Швейцарию, где ждала разрешения на въезд в США.
К концу 1945 года игумен Иов (Леонтьев), не получивший разрешение на переезд в США из-за болезни, организовал монашескую общину в подвальном помещении Синодального дома Синода РПЦЗ в Мюнхене в районе Богенхаузен. Датой рождения монашеского братства во имя преподобного Иова Почаевского в Мюнхене называют 29 декабря 1945 года. Новая монашеская община была организована по уставу прежнего монастыря, который, в свою очередь, заимствовал у Почаевской лавры. Кроме игумена Иова, в новую общину вошли духовник братии иеромонах Никодим (Нагаев) и четверо послушников. Иконостас в древнерусском стиле расписал в 1944—1946 годах иеромонах Киприан (Пыжов).
В начале 1946 года для мюнхенских иноков было приобретено полуразрушенное двухэтажное здание бывшей школы гитлерюгенда (1939) рядом с замком Блютенбург. В журнале «Православная Русь» за 1947 год приводится такое свидетельство: «Когда мы въехали, во всем доме нашли только две широкие скамьи из раздевалки душа. Эти скамьи долгое время служили кроватями для двух братьев — остальные спали на полу… Деревянные кровати дали нам по знакомству американские учреждения <…>, но шкафов до сих пор не приобрели — их негде достать».
4 марта 1946 года Архиерейский синод Русской православной церкви заграницей постановил: «1. Разрешить основному составу братства прп. Иова во главе с настоятелем архим. Серафимом отбыть в Америку, чтобы присоединиться к Свято-Троицкому монастырю и с ним вместе вести работу среди местного населения; 2. Образовать в Европе два подворья братства — временное в Женеве и постоянное в Мюнхене, для того чтобы эта часть братства послужила ядром для образования обителей в Европе; оба подворья сохранить в непосредственном подчинении Синода на правах ставропигии; настоятелем подворья в Германии назначить игумена Иова (Леонтьева) с возведением в сан архимандрита». В конце 1946 — начале 1947 года большая часть бывших насельников монастыря Преподобного Иова Почаевского в Ладомировой эмигрировала из Швейцарии в США, где пополнила братию Свято-Троицкого монастыря в Джорданвилле.
Усилиями монахов и трудников из числа прихожан мюнхенских приходов здание было частично перестроено и приспособлено для монашеской жизни. В бывшем бассейне разместился свечной цех, а рядом с ним монахи установили типографский станок. Была обустроена домовая церковь: «Из Синода привезли образа, укреплённые на доске, в виде божницы… и аналой, сделанный тогда о. Геласием. Поставили их и молились перед ними <…> Братия с молитвой соорудили из полученного леса престол, жертвенник и лёгкий иконостас… Был праздник апп. Петра и Павла [то есть 12 июля по новому стилю], и в этот день в обители была отслужена первая литургия». 28 августа 1946 года митрополитом Анастасием (Грибановским) была освящена церковь во имя преподобного Иова Почаевского, «причём освящены иконы, привезённые из Швейцарии и изготовленные иером. Киприаном (Пыжовым)… и водружённые на временном иконостасе… Убранство церкви, как-то: паникадила, хоругви, два подсвечника, часть образов, аналои были пожертвованы военнопленными лагеря Платтлинг, смастерившими их из подручного материала: консервных банок, алюминия от разбитых самолётов и др.».
В 1947 году в монастырской церкви были установлены три киота: преподобному Иову Почаевскому, святителю Николаю Чутоворцу и святителю Феодосию Черниговскому. Художники К. И. Гусев, Л. А. Иордан, М. А. Янсон украсили стены храма орнаментом и изображениями святых.
В конце 1940-х годов архимандрит Иов открыл ещё два монастырских подворья: в Ницце (Франция) под руководством иеромонаха Феодосия (Трушевича) и в Германии с отдельным корпусом, домовым храмом и типографией при приходе святого Прокопия Устюжского в Гамбурге под началом архимандрита Виталия (Устинова). Наиболее активным было Гамбургское подворье, при котором в 1945—1948 годах действовала типография преподобного Иова Почаевского, переведённая в 1948 году в лагерь русских беженцев Фишбек. В 1950 году епископ Нафанаил инициировал открытие ещё двух монастырей во Франции. Первый был открыт недалеко от Озуар-ла-Ферьер игуменом Никодимом (Нагаевым), второй — в Южной Франции, в городе По, где с 1867 года существовала Александро-Невская церковь; ответственным за его создание стал иеромонах Пантелеимон (Рогов). Кроме них, для организации подворий из Мюнхена были откомандированы ещё четверо монахов. Однако вскоре эти подворья были закрыты, и единственным преемником ладомировской обители в Европе остался монастырь в Мюнхене.
В 1947 годы в монастыре проживали 32 человека, в 1948 году — 46 человек. Затем число насельников стало уменьшаться, так как они уезжали в США и Швейцарию. В 1951 году часть насельников во главе с иеромонахом Игнатием (Ракшей) переселилась на Святую Землю. Жить в Западной Германии, вблизи границ социалистического лагеря, казалось небезопасным. К концу 1954 года в обители остались 25 человек, среди них несколько немцев.
В 1950 году в монастыре возобновилось типографское дело, монахи издавали жития святых, молитвословы, церковные календари, периодику. В 1950-х годах в монастыре действовали двухгодичные пастырские курсы, которыми руководил протопресвитер Василий Виноградов. Со временем все подворья монастыря были закрыты.
Рядом с монастырскими стенами монахи посадили виноград, завели ульи, во дворе появилось много плодовых деревьев, преимущественно яблонь. При втором настоятеле архимандрите Корнилии (Малюшицком) православным монастырём стали интересоваться местные немцы, которым он рассказывал о Православной церкви и монашеской жизни. Некоторые из них жертвовали монастырю иконы и кресты, доставшиеся им в качестве военных трофеев.
В начале 1970-х годов в Мюнхене действовало эмигрантское Общество друзей обители преподобного Иова Почаевского, которое собирало средства для ремонта монастырского здания. Рядом с монастырём была поставлена деревянная часовня.
В 1980 года новым настоятелем стал архимандрит Марк (Арндт). К тому времени из насельников монастыря остался архиепископ Нафанаил на покое и чтец. Вместе с Марком (Арндтом) из Висбадена переехала небольшая монашеская община, жившая по афонскому уставу.
30 ноября того же года архимандрит Марк был хиротонисан в викарного епископа Мюнхенского и Южногерманского. В этом монастыре он обустроил свою резиденцию. В 1981 году монастырь перестал быть ставропигиальным и перешёл в ведение Германской епархии РПЦЗ.
После поездки епископа Марка летом 1981 года на Афон в монастыре был введён афонский общежительный устав. Но сохранилось и почаевское влияние — и в послушании, приоритете работ по книгоизданию и, например, в пении. C 1981 года начал выходить «Вестник Германской епархии», налаживалось книгоиздательство на русском и немецком языках, производство свечей и ладана. Осенью 1982 года епископ Марк стал правящим епископом Берлинским и Германским, но продолжал жить в монастыре, откуда управлял своей епархией.
С 1983 года ежегодно 26—28 декабря в монастыре проводятся епархиальные молодёжные съезды, в которых участвуют делегаты различных земель Германии, Бельгии, Швейцарии и Франции, а также преподаватели богословских факультетов из Белграда, Афин и Фессалоников.

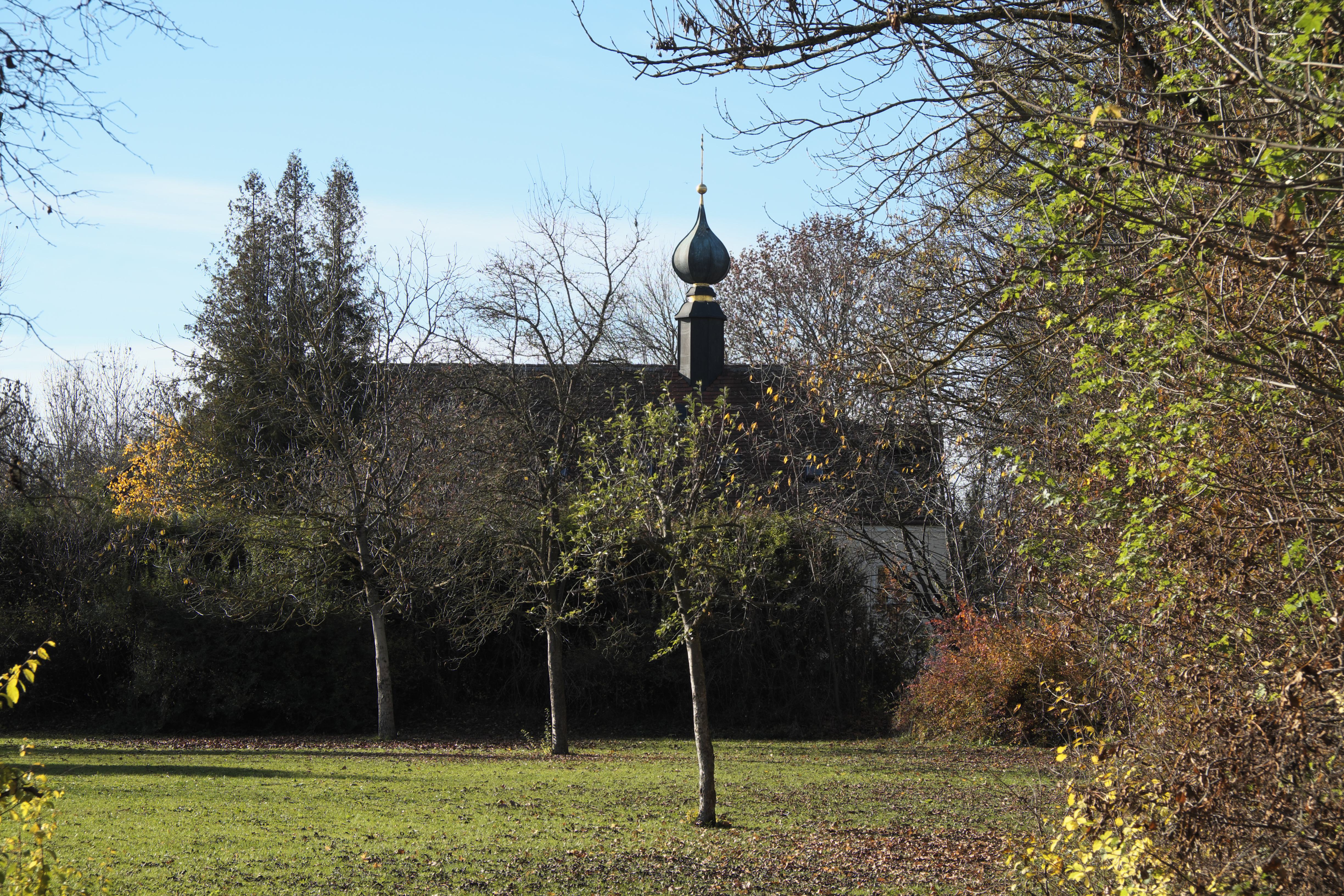

В 1990-е годы братия стала пополняться приезжими из бывшего СССР, что спасло монастырь от постепенного упадка, который грозил монастырю из-за оскудения русской эмиграции.
Монастырь был одним из тех мест, где готовился Акт о каноническом общении. Здесь сначала встречались архиепископ Марк с архиепископом Феофаном (Галинским) — главой Берлинской епархии Московского патриархата. В сентябре 2004 года в монастыре проходили заседания по диалогу комиссий РПЦЗ и Московского патриархата.
При монастыре действует типография, печатающая по большей части переводную православную литературу на немецком языке. На 2013 год монастырь насчитывал 10 насельников.

## Современное состояние
Домовая церковь Иова Почаевского расположена на первом этаже единственного монастырского корпуса. Внутренне помещение разделено на две части чередой арок, стены расписаны цветочными узорами в пастельных тонах. Кроме храма на первом этаже находится монастырская библиотека. Здесь же находятся скромные покои настоятеля — архиепископа Берлинского и Германского Марка. В подвальном помещении расположена типографию и книжный склад. В мансарде под крышей расположены монашеские кельи.
Настоятель монастыря архиепископ Марк (Арндт) живёт в обители, здесь же у него и рабочий кабинет. Регулярно исповедует братию и каждый день он встаёт на молитву; в будние дни она начинается в 4 утра. Предпочитает служить в монастыре в основном иерейским чином. В этом же монастыре находится резиденция и епископа Штутгартского Агапита (Горачека), викария архиепископа Марка.
Богослужебная жизнь монастыря так описывается на его официальном сайте:

Церковная молитва начинается с Полунощницы — раннего богослужения в 4 часа утра. <…> Утреннее богослужение завершается Божественной Литургией около 8 часов утра. Затем следует утренняя трапеза, являющаяся также частью богослужения — во время которой совершается чтение душеполезных святоотеческих творений. После этого монахи начинают свои послушания. Работа прерывается с 12 до 14 часов тихим часом — временем отведённым на краткий отдых, молитву и келейное чтение и потом продолжается до вечера. В 18 часов начинается вечернее богослужение. По окончании Вечерни около 19 часов братия и паломники собираются на вечернюю трапезу и после её завершения, около 20 часов, служится Повечерие — последнее богослужение дневного цикла, в конце которого братия и паломники благоговейно лобызают святые иконы, испрашивают благословение у Настоятеля обители на предстоящую ночь и просят прощение у друг друга. В 22 часа внешняя жизнь затихает, уступая место духовному созерцанию, непродолжительному ночному отдыху и келейным молитвам <…> Согласно уставу, келейная молитва совершается традиционно по чёткам, при этом количество поклонов, особенности и продолжительнось молитвенного правила определяется индивидуально Духовником обители, смотря по способностям и молитвенному преуспеянию монашествующих.

Как правило, во время богослужения здесь не используется электрическое освещение — только свечи и лампады. Литию в монастыре совершают снаружи, перед входом в храм. «Традиции пения здесь монастырские — негромко и лирично, без громкости и внешних эффектов, а манера пения напоминает о Почаевской лавре».
Монастырь располагает современной типографией, в которой на двух языках выходит периодический журнал «Вестник Германской епархии РПЦЗ», на немецком языке этот журнал называется «Der Bote».

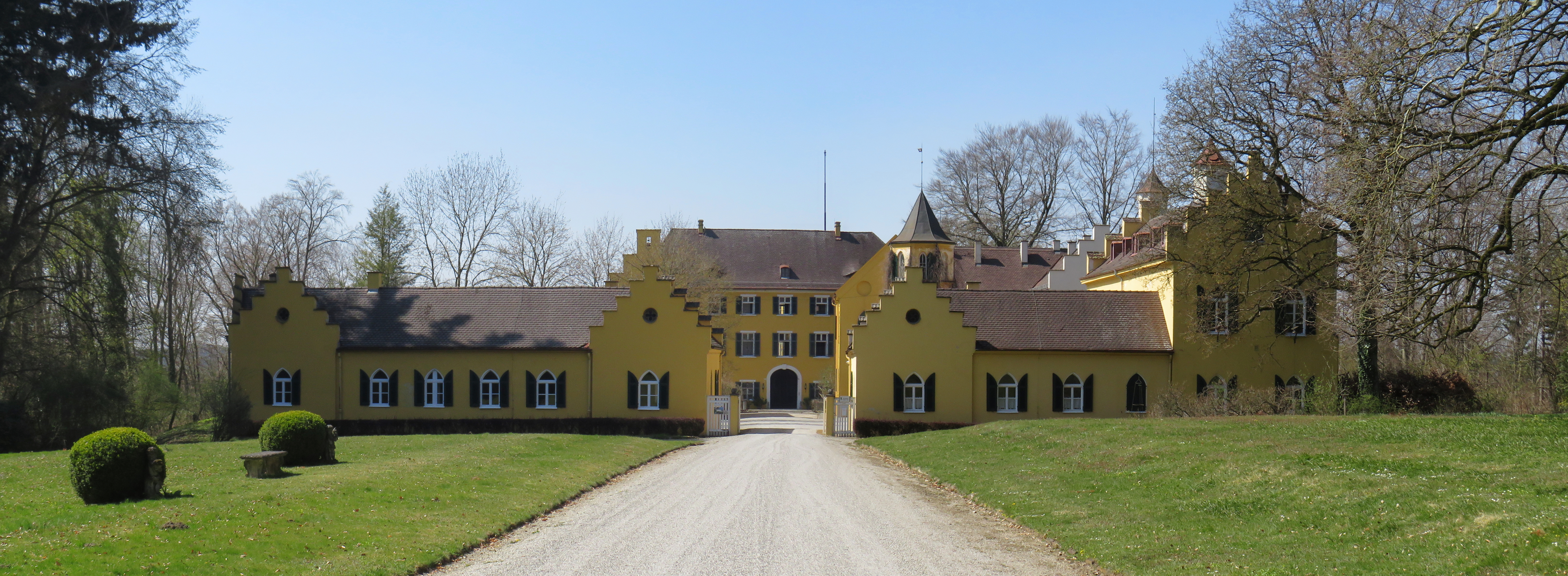
Замок Зайфридсберг приобретён для монастыря

Свечная мастерская обслуживает своими свечами всю Германскую епархию, поэтому свечи приносят монастырю основной доход.
Рядом с монастырём существует монастырский сад с пасекой. Небольшое монастырское здание не сразу разглядишь за пышными кронами. Едят в монастыре дважды в день, а если пост, то один раз, но ещё пьют чай.
В декабре 2019 года Берлинской и Германской епархией был приобретён замок Зайфридсберг, расположенный в местечке Циметсхаузен, с целью перевода в него монашеского братства обители, так как старые помещения в пригороде Мюнхена не соответствуют более современным требованиям.

## Настоятели
- архимандрит Иов (Леонтьев) (1945—1959)
- архимандрит Корнилий (Малюшицкий) (1959—1966)
- епископ Нафанаил (Львов) (1966—1980)
- архиепископ Марк (Арндт) (с 1980)